# جون هولوند
جون دولوند (بالإنجليزية: John Dollond)‏ عضو زمالة الجمعية الملكية (21 يونيو 1706م - 30 نوفمبر 1761م) عالم عيون إنجليزي معروف لنجاحاته في علم البصريات تجارياً وبراءات الاختراع وتسويق العدسات الأكروماتية.

## السيرة الذاتية

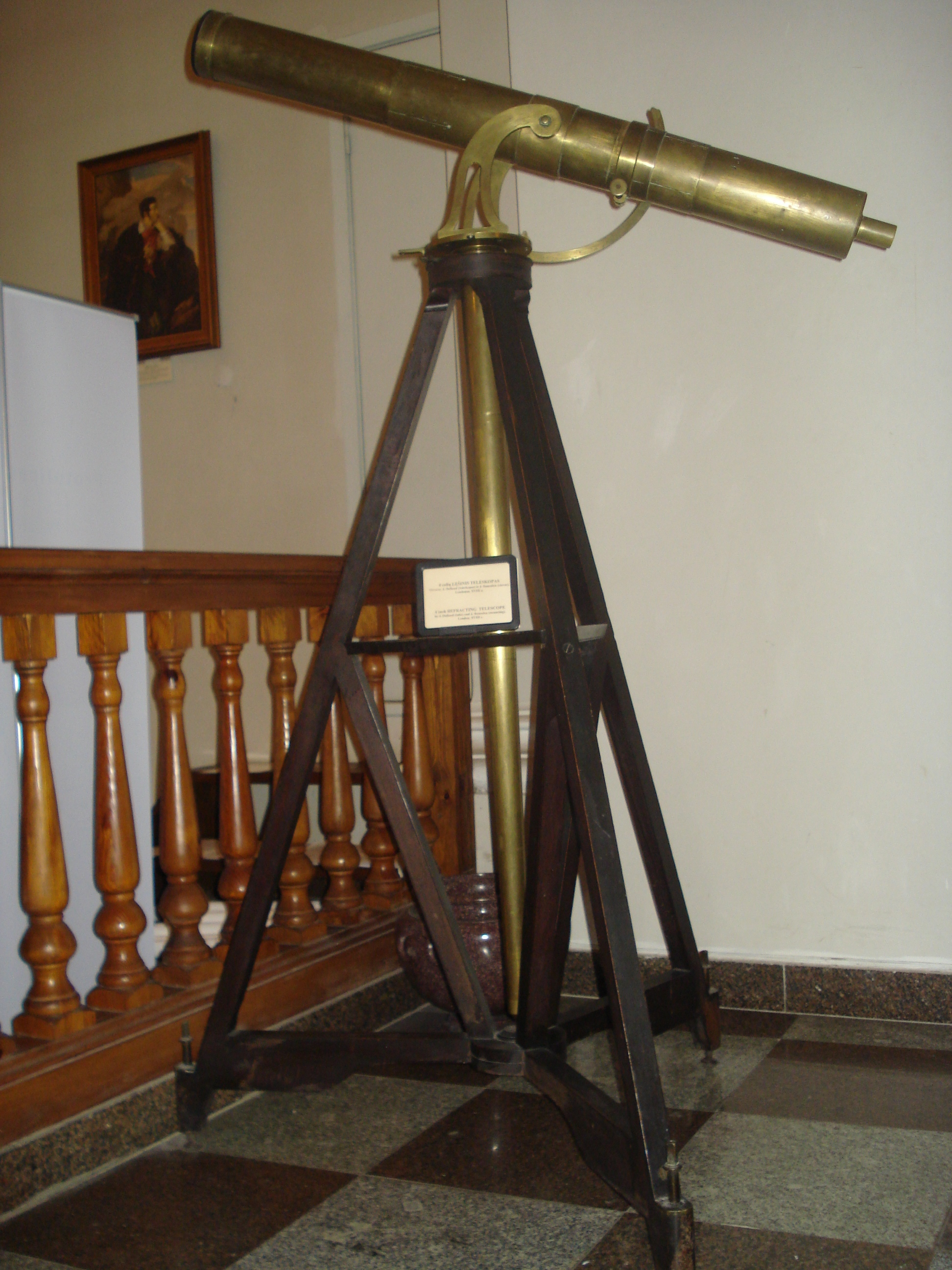
واحد من تلسكوبات دولوند في الوايت هول في مكتبة جامعة فيلنيوس.

كان دولوند ابن أحد لاجئي هوغونوتيون، ناسج حرير في سبيتالفيلدز، لندن حيث وُلد. كان يتبع والده في التجارة، ولكنه وجد الوقت لاكتساب المعرفة من اللاتينية واليونانية والرياضيات والفيزياء وعلم التشريح وغيرها من المواضيع. في عام 1752م تخلى عن حياكة الحرير وانضم إلى ابنه البكر، بيتر دولوند (1730م - 1820م) والذي بدأ في عام 1750م العمل بوصفه صانع الأدوات البصرية؛ أصبحت هذه الأعمال تُعرف باسم دولوند وإتشيسون. نمت سمعته بسرعة في 1761م حتى تم تعيينه عالم العيون الخاص بالملك.

## أولوية الاختراع

سجل دولوند براءة اختراع العدسات اللالونية والتي تجمع بين الزجاج الصواني والزجاج الرفيع.

كان جون دولوند أول شخص سجل براءة اختراع العدسات اللالونية، [متى؟] ومع ذلك فمن المعروف أنه لم يكن أول من صنعها، عالم العيون جورج باس وبإتباع تعاليم تشيستر مور هال صنع هذه العدسات وقام ببيعها في وقت مبكر من عام 1733م. في أواخر 1750م، أخبر باس هولوند بخصوص تصميم هال؛ رأى هولوند الإمكانات وكان قادراً على إعادة إنتاجها.

## روابط خارجية
- "An account of some experiments concerning the different refrangibility of light", Phil. Trans.,

vol. 50, 1759, p. 733